# Ludwig Frey
Peter Albert Ludwig Georg Frey (* 8. Juni 1810 in Neustadt an der Haardt; † 12. April 1871 ebenda) war ein deutscher Rechtswissenschaftler und Publizist.

## Leben
Frey, Sohn eines Gutsbesitzers, erhielt zunächst Privatunterricht bei einem Pfarrer in Böchingen und besuchte dann das Gymnasium in Zweibrücken, ehe er sich am 9. Mai 1829 als Student der Rechtswissenschaften an der Universität Heidelberg immatrikulierte. Er wurde dort Mitglied des Corps Rhenania und der Alten Heidelberger Burschenschaft, war im Sommersemester 1832 deren Senior und wurde bei seinem Abgang von der Universität zum Ehrenmitglied ernannt. Während dieser Zeit nahm er im Mai 1832 am Hambacher Fest teil und forderte dort die Einführung der Republik sowie ein direktes Vorgehen unter dem Schutz Frankreichs. Am 22. Juni hielt er selbst eine Rede auf dem Volksfest in Wilhelmsbad. In der Anklage, die deshalb gegen ihn erhoben wurde, wurde er aus Mangel an Beweisen freigesprochen. Er ist im Schwarzen Buch der Frankfurter Bundeszentralbehörde (Eintrag Nr. 460) festgehalten. Frey setzte seine Studien zunächst in Würzburg fort und wechselte im Februar 1834 für drei Monate an die Universität Straßburg.
Nach Abschluss seiner Studien trat er eine Stelle als Privatdozent für Zivil- und Kriminalrecht an der neugegründeten Hochschule in Bern an. Aus Enttäuschung über seine Nichtanstellung und politische Differenzen mit der Berner Regierung siedelte Frey schließlich nach Paris über, wo er Material für eine umfangreichere Arbeit über das französische Zivilrecht sammelte. Zwischenzeitlich hielt er sich für drei Monate in London aus und arbeitete an einer englischen Enzyklopädie mit. Im November 1837 nach Deutschland zurückgekehrt, veröffentlichte er 1840 in Mannheim sein dreibändiges „Lehrbuch des französischen Zivilrechts“. Bis 1848 wirkte er als Privatdozent in Heidelberg. Seine Bewerbungen um eine Professur bleiben aber ohne Erfolg. In der Revolution von 1848/49 spielte Frey noch einmal eine Rolle, besonders bei der Abberufung des Regierungsdirektors August Lufft. Seine Bewerbung um Aufnahme in den badischen Justizdienst (1849) und erneut um eine Professur in Bern (1855) scheiterten. Er wandte sich daher dem Journalismus zu und gründete 1859 in Ludwigshafen am Rhein den „Pfälzischen Kurier“, den er bis 1865 redigierte. Seine letzten Lebensjahre verbrachte er in seiner Heimatstadt Neustadt.